# Chiesa di Santa Maria (Crevalcore)
La chiesa di Santa Maria è la parrocchiale di Galeazza Pepoli, frazione di Crevalcore nella città metropolitana di Bologna. Appartiene al vicariato di Cento dell'arcidiocesi di Bologna e risale al XV secolo.

## Storia
La fondazione della piccola frazione si deve al conte Galeazzo Pepoli quando ebbe in enfiteusi dall'abbazia di Nonantola il territorio. La famiglia Pepoli bonificò l'area e fece edificarvi il primo luogo di culto che, sin dalla sua fondazione, ebbe dedicazione a Santa Maria. Dagli atti risulta che fu chiesa parrocchiale sin dal 1574.
Nella seconda metà del XIX secolo il parroco don Ferdinando Maria Baccilieri fondò la Congregazione delle Suore Serve di Maria e in quel periodo nacque il loro convento. L'edificio della chiesa venne intanto completamente abbattuto e ricostruito. Il finanziamente dei lavori si deve ad Alessandro Falzoni Gallerani come ringraziamento per una grazia ricevuta a beneficio del figlio.
Nel 1926 gli interni furono restaurati e arricchiti di decorazioni. Negli anni novanta fu necessario provvedere a nuovi restauri. Tutte le pavimentazioni vennero rifatte, anche per posare un nuovo impianto di riscaldamento e alcuni arredi vennero rinnovati come la bussola in legno dell'ingresso. Il termine dei lavori coincise con la beatificazione di Ferdinando Maria Baccilieri stabilita da papa Giovanni Paolo II il 3 ottobre 1999.
Durante il terremoto dell'Emilia del 2012 l'edificio ha subito vari danni. I lavori per la messa in sicurezza e il ripristino sono stati ultimati nel 2017. La riapertura al culto è avvenuta il 1º luglio dello stesso anno.

## Descrizione

### Esterno
Il luogo di culto si trova vicino al castello dei Pepoli, che fondarono i piccolo centro nel XVI secolo ed ha accanto il monastero delle Serve di Maria. Il sagrato è preceduto da un ampio prato. Il prospetto principale è neoclassico con lesene a caratterizzarne la struttura. Il portale è architravato e sopra di questo si trova un'ampia finestra a semiluna. Il frontone è triangolare. La torre campanaria si alza alla sua sinistra.

### interno
La navata è unica, ampia, a sala. Sono presenti ampie cappelle laterali e la volta è a botte.
La pavimentazione è a mattonelle bianche e nere in ceramica. Il presbiterio è leggermente rialzato. Nella sala si conserva la tomba del beato Ferdinando Maria Baccilieri.